# Type 7000/7100 STIB

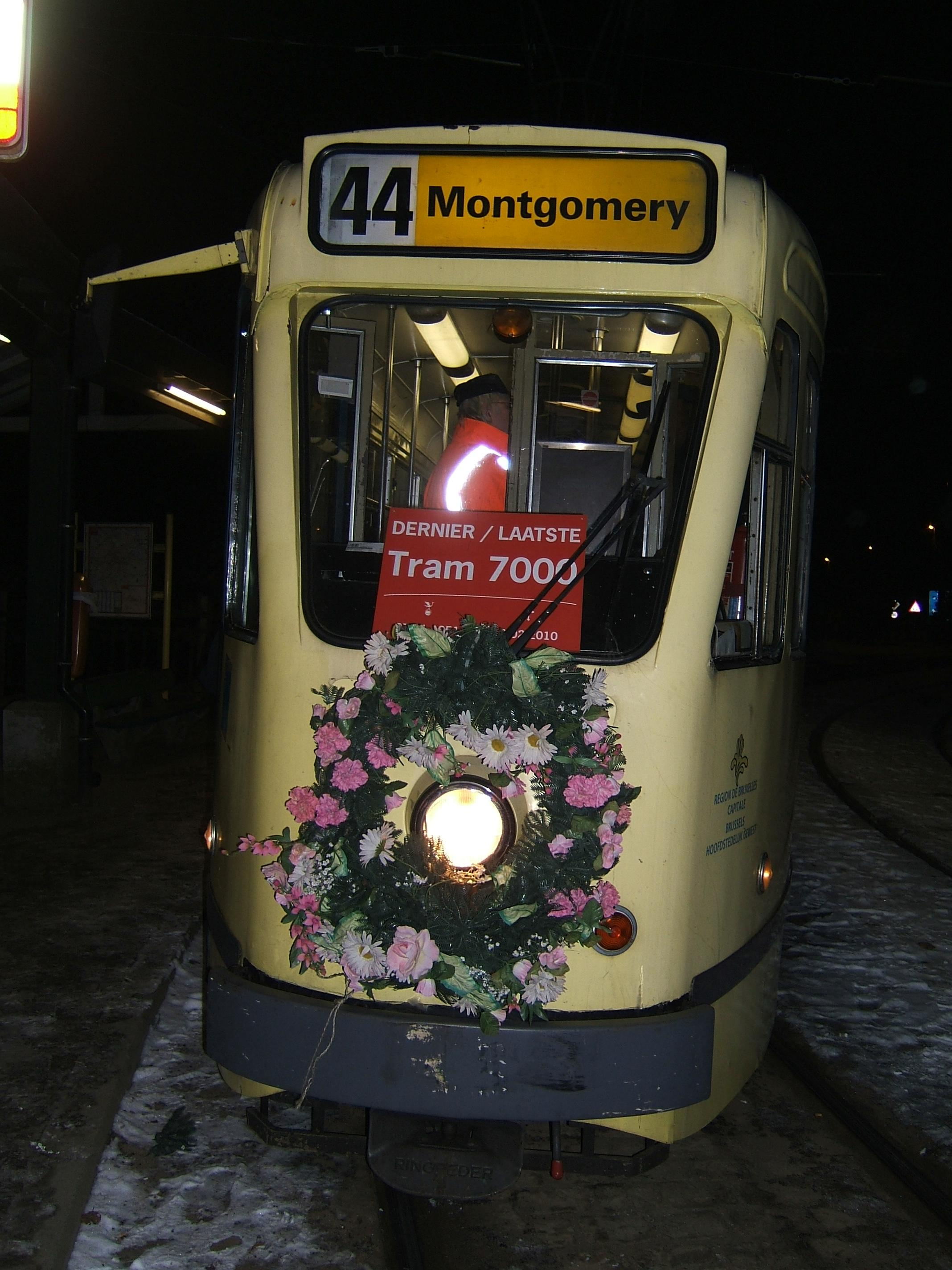
Dernier jour d'exploitation des 7000

Les PCC 7000 sont des tramways de la Société des transports intercommunaux de Bruxelles (STIB), livrés en 4 séries entre 1951 et 1971. Dans les années 2000, ils étaient les plus vieux véhicules de la STIB encore en service commercial. Ils ont circulé jusqu'au 12 février 2010.

## Histoire

### Les séries
- La 1re série (7001-7050), à laquelle s’ajoutera en 1958, sous le matricule 7000, la motrice 3060 de Hamburg (D) :

Première série de PCC au visage européen, l'aspect des véhicules a été étudié par le constructeur avec la collaboration du réseau de Bruxelles. Un véhicule d'une autre série à bogies, la 5018, ayant servi aux tests et à la mise au point de la caisse. Cette première série restait néanmoins très proche, techniquement, des PCC américaines.
Tous véhicules urbains belges confondus, la 7008 a battu le record de longévité en service voyageurs : mise en service en janvier 1952, elle a été retirée du service en février 2010, soit 58 ans après.
- La 2e série (7051-7080) :

Identique à la première série.
Après son retrait du service voyageurs, la 7063 servit de cobaye pour un test de portes pliantes/coulissantes à accès larges, sans succès.
- La 3e série (7081-7155) :

Construite avec des équipements d’occasion provenant du réseau de tramways (en) de Kansas City, cette série a été déclassée prématurément durant les années 1980. Seules les 7090, 7101 et 7129, mises aux normes des autres séries, survécurent à l’hécatombe durant quelques années. À l'origine, ces véhicules ont été construits surtout pour renforcer le parc à la veille de l'Expo 58. La déchéance des réseaux américains ayant permis de récupérer l'équipement électrique de 85 véhicules, originaires de Kansas City, ce qui a permis de construire les 75 véhicules de cette série. Contrairement aux deux premières séries, celle-ci a donc un bogie de type B2 américain. Elles étaient aussi dotées de roues « élastiques ». Plus tard ces roues se sont retrouvées sous les autres séries de Bruxelles, et la troisième série a alors reçu des roues de type Carnegie.
- La 4e série (7156-7171) :

Commandée et livrée bien après les 3 autres séries, cette petite série de 16 trams est construite sur des équipements d'occasion provenant de Johnstown (Pennsylvanie) dont le réseau (Johnstown Traction Company (en)) a fait faillite vers 1960. Les pièces ont été achetées en 1962 et ce n'est qu'en 1970 que le premier véhicule a été livré. Pendant la transition, les bogies étaient stockés à Bruxelles pour permettre leur adaptation. Elle a arrêté de rouler le 12 février 2010 avec tous les autres véhicules de ce type encore en service.

### Modifications
Au fil du temps, elles ont été adaptées et modernisées, notamment l'équipement électrique des bogies, même si l'aspect général a peu changé. Parmi les changements que l'on peut déceler, on retrouve de manière non exhaustive, la suppression de la dérive freinée (lorsque le conducteur n’accélérait pas, le tram freinait d'office), la modernisation du pédalier dont la mise en parking n'est plus mécanique (lorsque la pédale de frein était enfoncée et qu'on lâchait la pédale d'homme-mort, la pédale de frein restait enfoncée, serrant les freins ; Le dispositif actuel est purement électrique), la suppression des fenêtres coulissantes (verticalement) manœuvrées par manivelle et remplacées par des châssis basculants, la suppression du poste de receveur, l'ajout d'une gestion électronique (appelée BCM à Bruxelles) de la traction, et de nombreuses modifications d'aspect extérieur comme le pare-brise, le rétroviseur électrique, la disposition des phares (remplacement du phare rond sur la plupart des motrices), l'ajout d'ouïes de ventilation pour le conducteur, le remplacement des roues à gros boulon hexagonal dites "CARNEGIE" par les roues "SAB" actuelles, etc.
Il y a eu modernisation dans les années 1990 ; l’intérieur de toutes les motrices a été repeint en jaune et les banquettes recouvertes du tissu gris bien connu de la livrée « rectangles sur pointe ».

## Caractéristiques
D'après le site de la STIB :

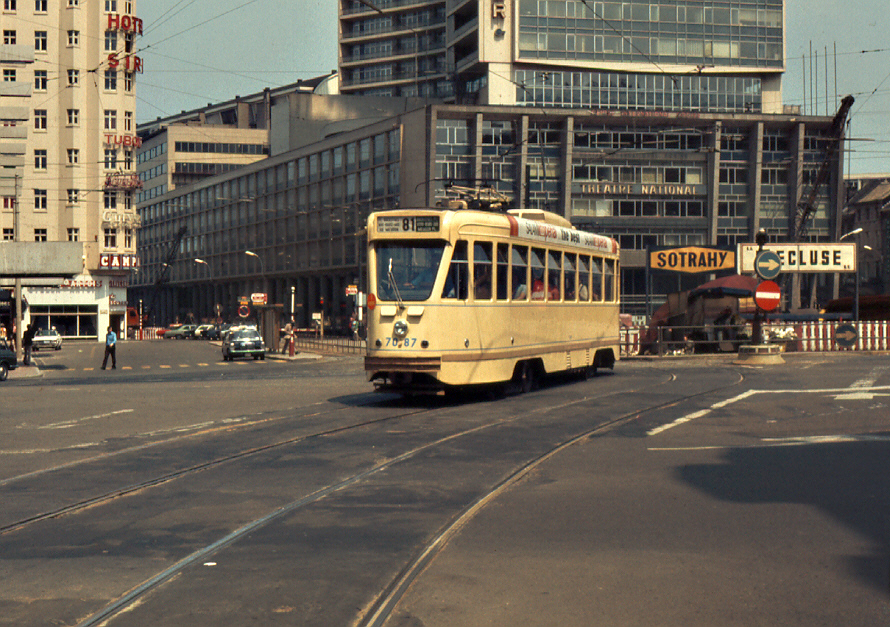
Le PCC 7087 place Rogier dans les années 1970

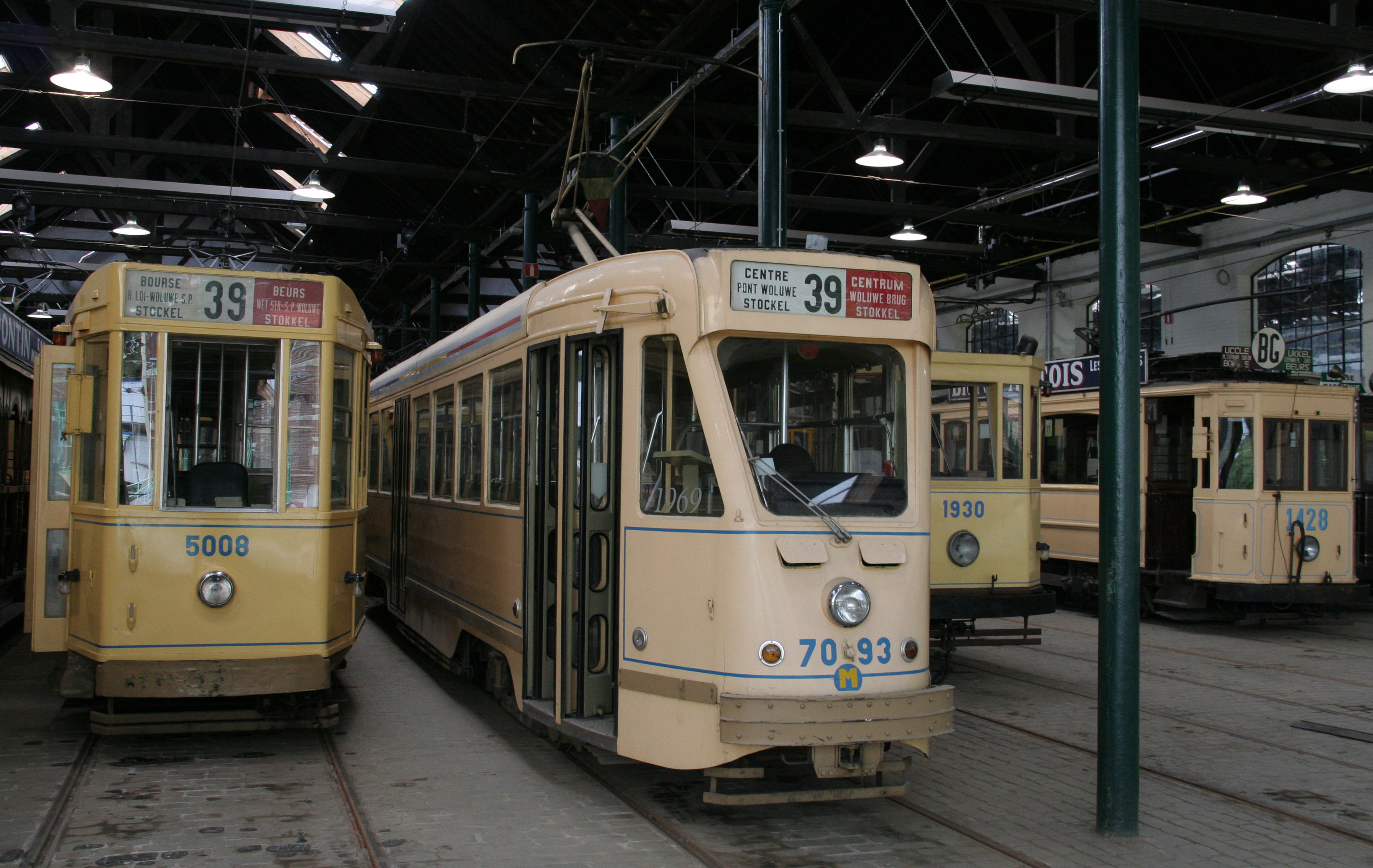
Le PCC 7093, au musée des transports

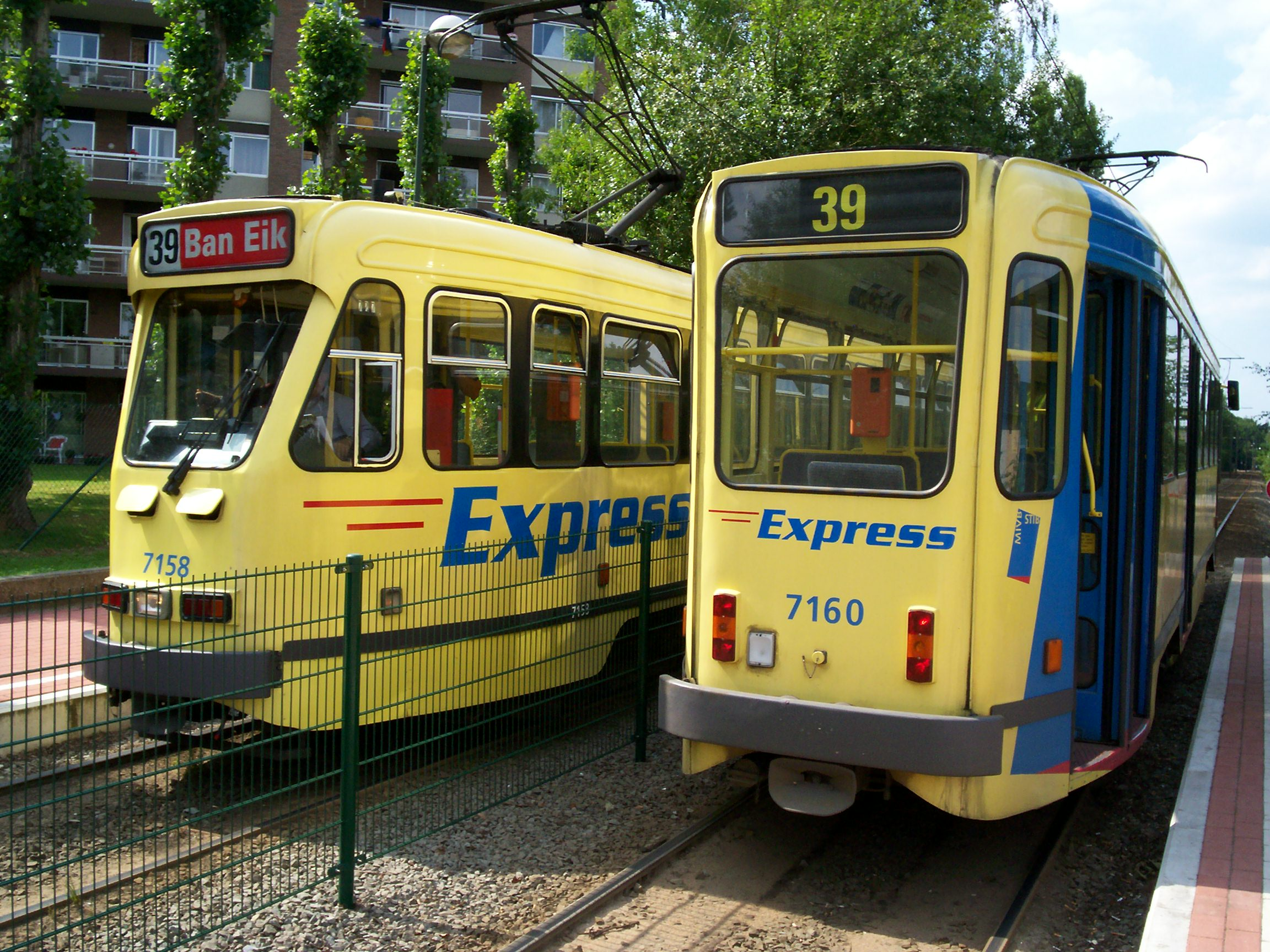
Deux PCC 7100

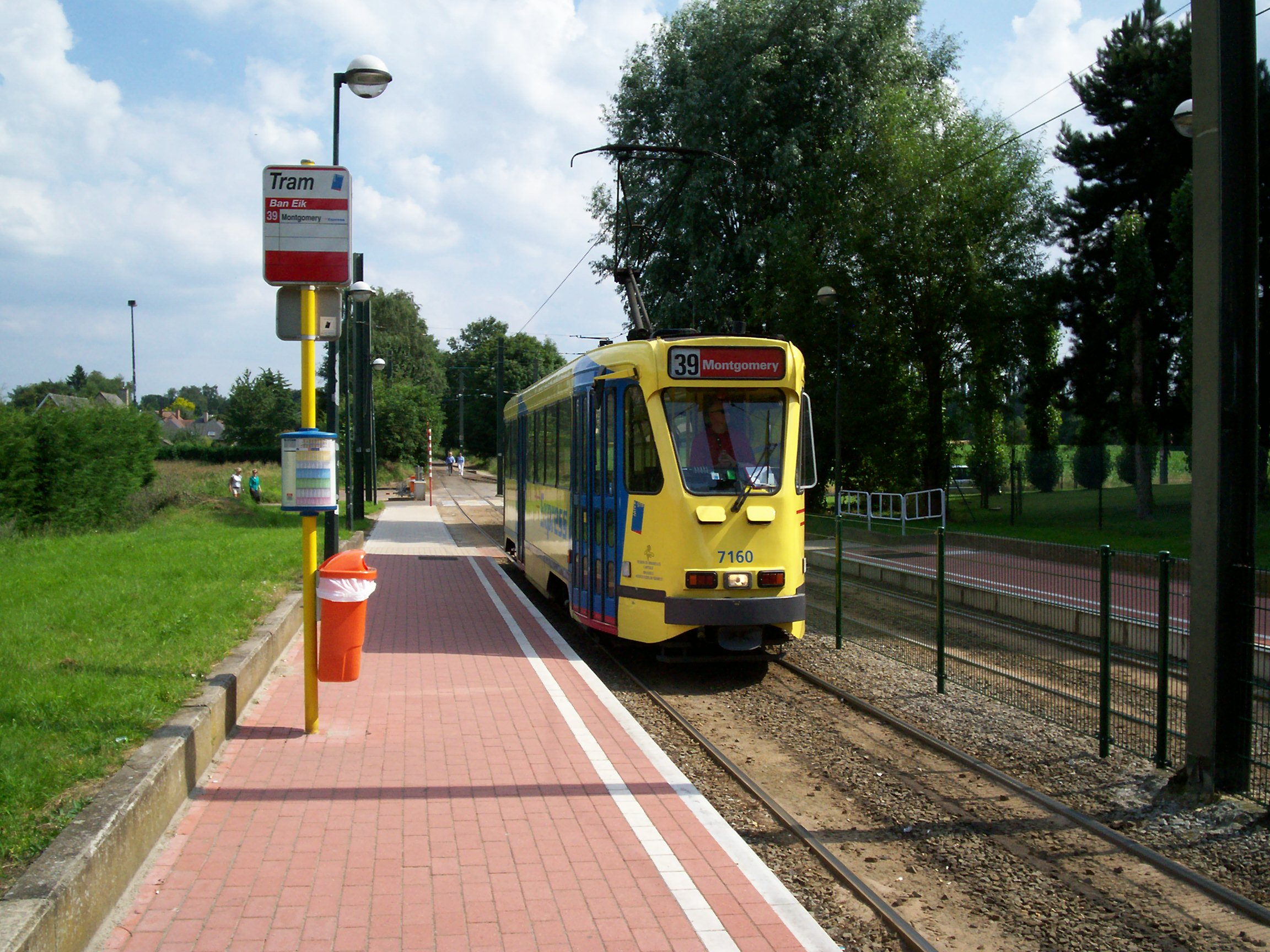
Le PCC 7160 à Ban-Eik

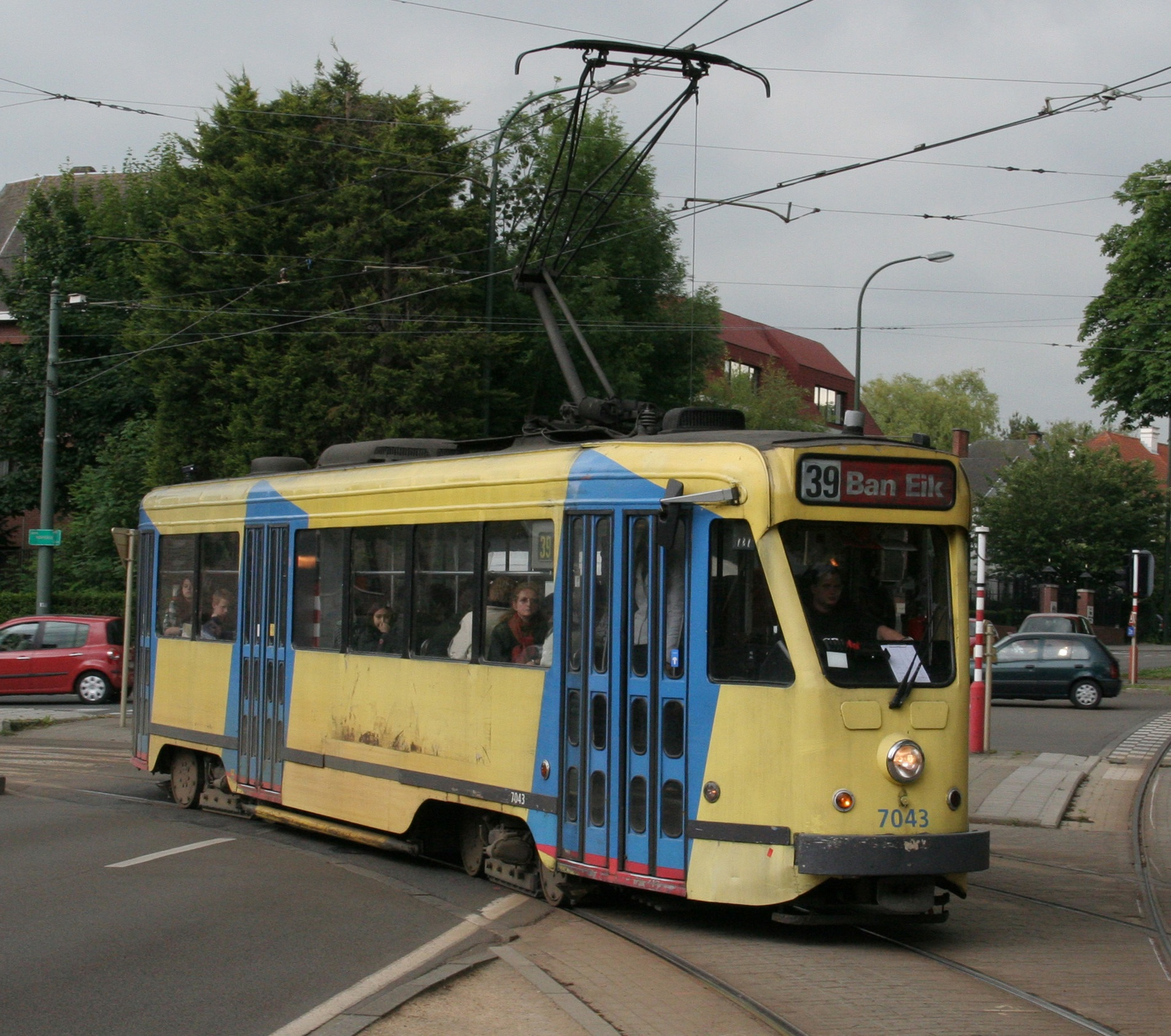
Le PCC 7043 vers Madoux

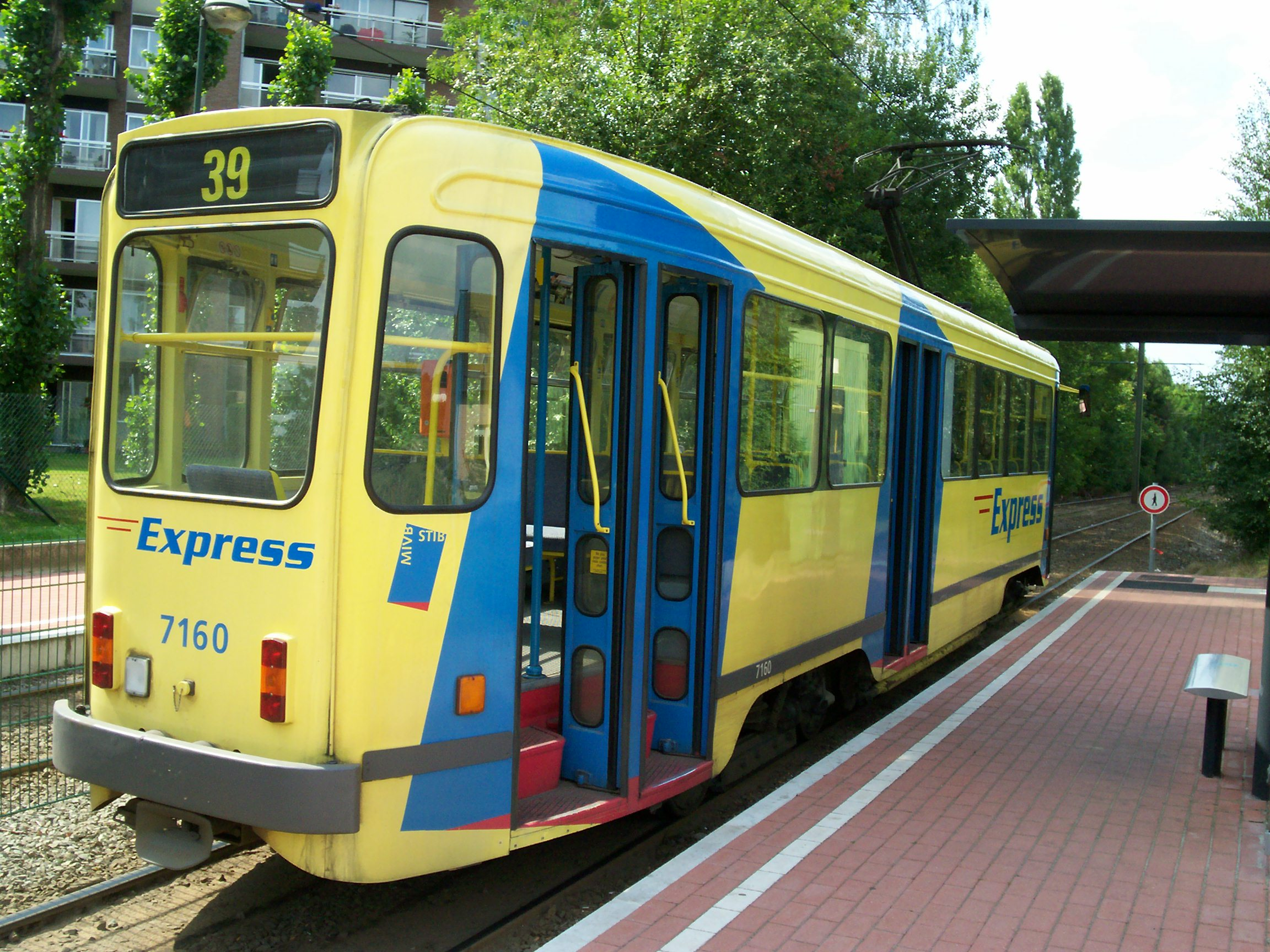
Le PCC 7160 à Ban-Eik

- Nombre de places assises : 35 à 37(+3)
- Nombre total de places : 104 à 106
- Longueur totale : 14,21 m
- Largeur totale : 2,20 m
- Hauteur totale : 3,432 m
- Poids du véhicule : 16,60 tonnes à vide ; 23,92 tonnes en pleine charge
- Moteurs de traction : 4
- Vitesse maximale : 72 km/h selon constructeur et limité à 65 km/h par la STIB

Comme toutes les séries en service à la STIB dans les années 1950, ils ont un seul poste de conduite et des portes d’un seul côté, ce qui limita fortement leur utilisation après l'avènement des trams bi-directionnels et la suppression progressive des terminus adaptés. Ces trams n’ont qu’une seule caisse. Les 7000 furent livrées en 4 séries entre 1951 et 1971, soit un total de 172 véhicules numérotés de 7000 à 7171, la dernière étant livrée le 07/01/71. Avec l’avènement des T3000/T4000, les dernières 7000 ont été retirées du service rémunéré le 12 février 2010. Seulement quelques motrices de ce type persistent comme véhicule d'écolage.

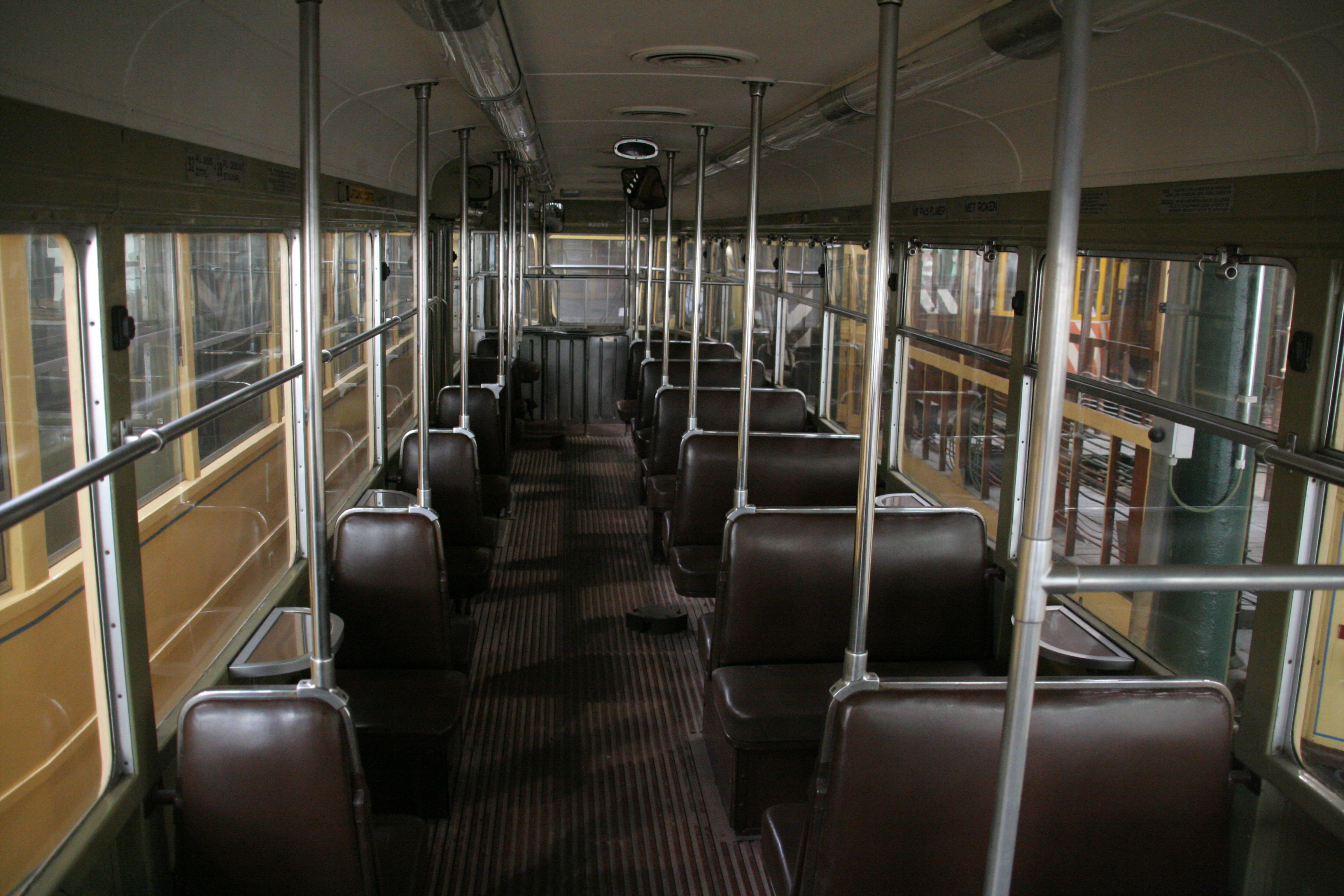
Intérieur d'origine d'un PCC 7000.
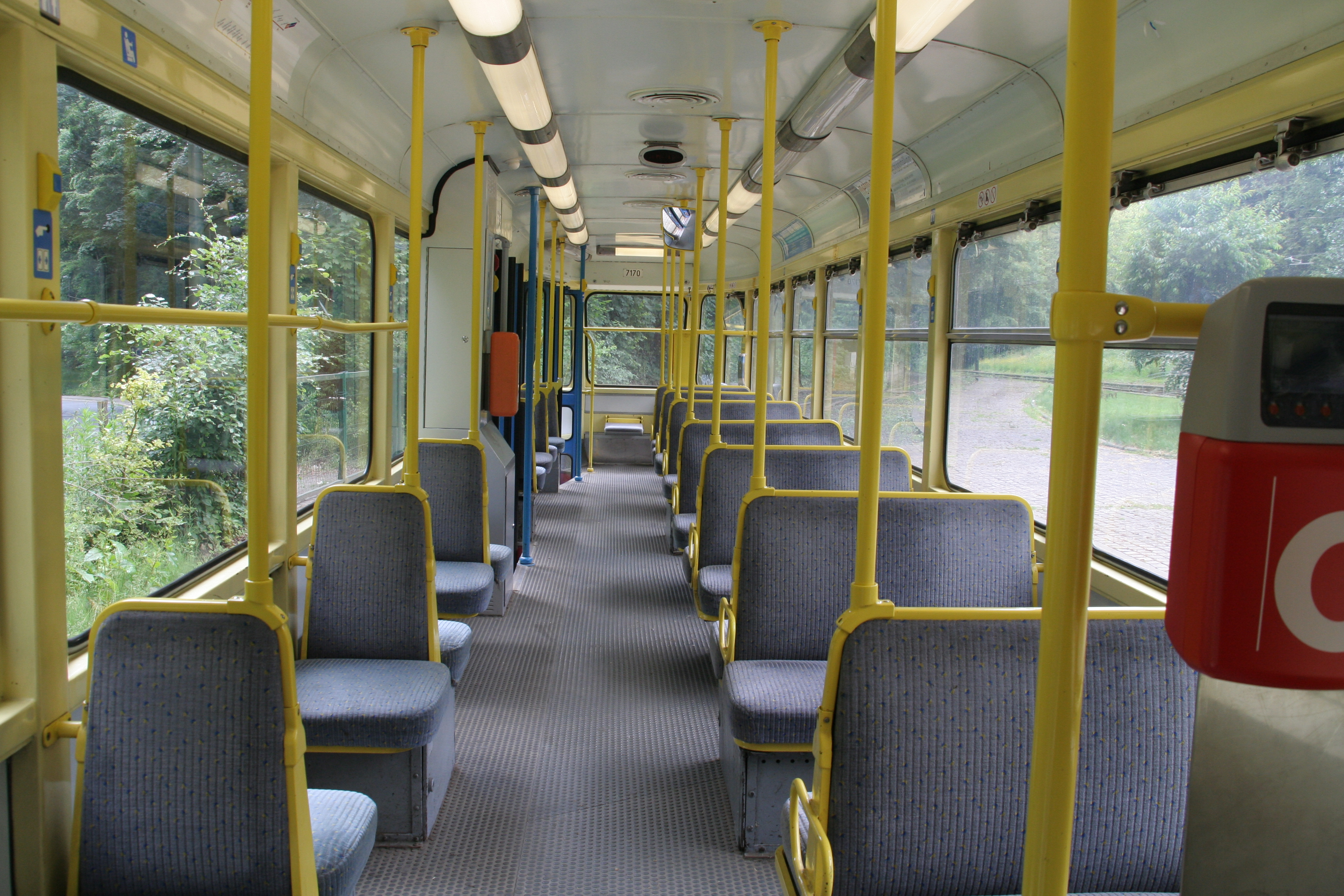
Intérieur d'un PCC 7100 en livrée jaune et bleue.
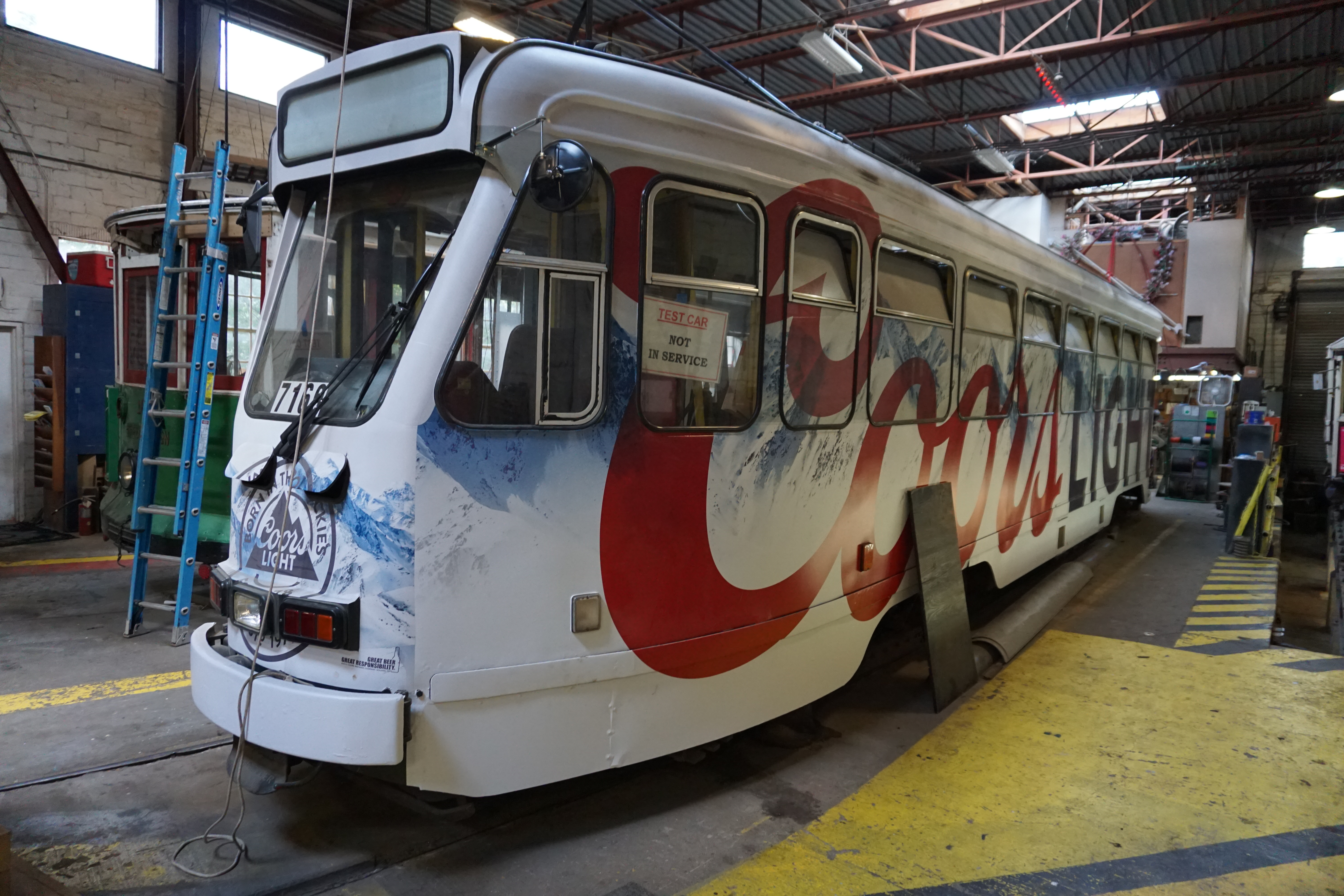
La 7169 en livrée publicitaire au dépôt de la MATA à Dallas

## Matériel préservé
Parmi les trams série 7000 :
- La 7047 a été sauvegardée roulante par le Musée du Tram. Elle est sortie en 2012, d’une restauration intégrale en état d’origine[2] ;
- La 7037 a été achetée par la MUNI de San Francisco en 2004, elle a circulé en livrée Bleu/Blanc des tramways de Zurich sur la ligne F de la MUNI. Elle est actuellement arrêtée et sera rénovée avec une remise en livrée STIB ;
- La 7065 (2ème série) [3]
- Les 7093 et 7126 (3ème série) sont actuellement sauvegardées roulantes par le Musée du Tram. La première a été restaurée en état des années 1970[2] tandis que la seconde, revêtue d'une livrée spéciale, est utilisée pour des émissions itinérantes par la chaîne BX1 ;
- La 7169 a été achetée par la MATA (en) à Dallas. Elle circule depuis 2015 et a été dotée d'une porte d'accès du côté gauche ;
- La 7171 a été préservée en livrée jaune canari des années 1990[2].